# Eschine Socratico
Eschine Socratico del demo di Sfetto (in greco antico: Αἰσχίνης?, Aischínes; 430 a.C. circa – Atene, 360 a.C. circa) è stato un filosofo ateniese.

## Biografia
Detto anche Eschine di Sfetto dal nome del demo di Atene al quale apparteneva, Eschine fu uno dei più devoti allievi di Socrate e fu presente alla condanna e alla morte del maestro. Dopo essere vissuto in povertà, si rifugiò alla corte di Siracusa, non sappiamo se all'epoca di Dionisio I o a quella di Dionisio II. Certamente tornò ad Atene dopo l'espulsione, nel 356 a.C., del secondo sovrano. 

Eschine non fondò scuole filosofiche, ma si dice che sia stato maestro di Senocrate, tra l'altro insegnando oratoria e scrivendo orazioni giudiziarie, anche se è ricordato soprattutto per i suoi dialoghi socratici.

Secondo Diogene Laerzio, anche Platone sarebbe stato geloso di Eschine:

## Opere
Tra i dialoghi attribuiti ad Eschine, sette sono considerati genuiniː Milziade, Callia, Assioco (da non confondere con l'omonimo dialogo pseudoplatonico), Aspasia, Alcibiade, Telauge, Rinone. Ne restano numerosi frammenti, per più di quattromila parole complessive, soprattutto dai dialoghi Alcibiade e Aspasia.

Elio Aristide cita lunghi brani dal dialogo Alcibiade, cui si è aggiunto, all'inizio del Novecento, un ampio frammento papiraceo. Da questi brani emerge come Socrate conversa con un giovane, ambizioso  Alcibiade su Temistocle e sostiene che Alcibiade è impreparato a una carriera politica poiché non è capace di prendersi cura di se stesso, non conoscendo le cose importanti della vita. Socrate sembra sostenere la tesi secondo cui il successo è direttamente proporzionale alla conoscenza (anche se la conoscenza non può essere sufficiente per la completa riuscita), più che essere dipendenti solo dalla fortuna o da una dispensa divina; inoltre si sostiene che è solo attraverso l'amore che Alcibiade può migliorare.

Le nostre principali fonti per il dialogo Aspasia, invece, sono Ateneo, Plutarco  e Cicerone, dai quali ricostruiamo le linee portanti dell'opera con una certa chiarezza. Nel dialogo, Socrate consiglia a Callia di mandare suo figlio Ipponico da Aspasia per imparare la politica. Nel dialogo, Socrate sostiene, tra le altre cose, che le donne sono in grado di esercitare esattamente le stesse virtù, militari e politiche, degli uomini, cosa che Socrate dimostra facendo riferimento all'esempio di Aspasia  stessa (che notoriamente consigliava Pericle), Targelie di Mileto (una cortigiana che avrebbe convinto molti greci ad allearsi con Serse, che a sua volta avrebbe messo Targelie a governare parte della Tessaglia), e la leggendaria guerriera persiana Rodogune.